# 健康
健康是指生物的功能性和代謝效率的水平。
對人類而言，健康是指個人或群體面臨生理、心理或社會的挑戰時，適應及自我管理的能力。世界衛生組織於1946年6月22日WHO於紐約舉辦的健康大會，61國簽署並於1948年4月7月生效的WHO組織法序言（《世界衛生組織官方記錄》第2號第100頁）定義健康廣義來說是：「健康不僅為疾病或虛弱之消除，而是體格，精神與社會之完全健康狀態。」。此定義相當有爭議，特別在其實務上不易評估，以及用到「完全」一詞所引發的相關問題。後來也有組織提出新的定義，有些定義將健康及個人的滿足相關連。例如國際健康功能與身心障礙分類系統（ICF）及國際疾病與相關健康問題統計分類（ICD）等國際分類系統，也常用來定義及衡量健康的組成。
有關預防及治療人類健康問題及促進人類健康的系統性活動會由醫療保健服務機構進行，而有關動物的類似議題則會由獸醫進行。
健康一詞也常用在許多非生物，且對人類有影響的物體，例如健康社群、健康城市或是健康環境等。
已知有許多因素會影響個人健康的狀態，例如背景、生活形態、經濟條件、社會條件及靈性，這些稱為「健康決定因素」（determinants of health）。研究已發現過大的壓力會影響健康。

## 定義

### 生物体
对任何生物体，健康是一种动态平衡。这是一种平衡的状态：均衡地输入和输出能量和物质（甚至允许生长）。
健康也意味着有继续生存的期望。
对有情感的动物，例如人类，自演化以來就有追求生理面與物質面兩種更好的生活方式，所以對健康的認知與要求會有更广的概念。
健康与生病不是绝对的对立面，而是相对的有过渡性阶段的状态。處於此階段的人，稱為亞健康。據世界衛生組織全球性調查指出，全球只有5%人群處於健康狀態，20%經醫生確診為生病狀態，而有75%人們處於亞健康。長期處於亞健康，而無法排除影響健康因素，可能導致人們往生病狀態靠攏。亞健康主要因素有以下四點：一、過度疲勞。二、心血管疾病(無病徵，無徵兆)。三、衰老。四、生物週期。
完整的健康需要每天注意好饮食和保健。调节好一天人体的八大系统，使细胞健康。

### 指標
社會中檢測族群的指標，包含疾病盛行率、死亡率、出生率、新生兒生存率等等。

## 保持健康
保持健康是漸進的過程，都會受到医疗卫生知識及實務的演變所影響，也會受個人策略及一些組織的影響。

### 飲食
人體需要的營養素去維持健康有七大類： 碳水化合物（五穀雜糧）、蛋白質、脂肪、礦物質、維生素、纖維素和水。 
均衡飲食和適量運動對於人們十分重要。均衡飲食是指選擇多種類和適當分量的食物，以便能提供各種營養素和恰當熱量去維持身體組織的生長，增強抵抗力和達致適中的體重。在進食時，應該按照「飲食金字塔」的分量比例進食及每天喝充足水分，以促進健康。均衡飲食使身體正常運作，有助抵抗疾病，讓人時刻感到精力充沛並維持理想體重。如要達致理想體重，最有效及可持續的方法便是保持健康飲食並進行適量運動。多吃煎炸和太甜或太鹹的食物可能會引致肥胖，高血壓，高膽固醇等，有損人們的健康。
健康飲食的三大原則，分別為：進食多類食物、避免暴飲暴食及注意均衡，以吸收各種所需營養。
健康飲食同時涉及食物安全與衞生的問題。無論是購買還是處理食物、煮食還是出外用餐，均應注意，以避免染病或食物中毒，對健康產生負面的影響。

### 運動
運動會強化肌肉及循环系统，運動可以維持或增強體適能，也可以促進健康，如2018年討論度最高的核心與深蹲運動。
但若長時間不運動，肌肉將會退化，甚至萎縮。

### 科學扮演的角色
健康科學是科學著重在健康的分支，有二個主要的方向：研究人體及健康相關的議題，來瞭解人類（及動物）體內的運作，並且應用這些知識來促進健康、預防及治療疾病或其他身體或心理的損害。健康科學可分為許多領域，包括生物學、生物化學、物理、流行病學、藥學及醫學社會學。應用健康科學應用衛生教育、生物工程、生物科技及公共衛生等領域的知識，更進一步的瞭解健康相關議題及促進人們的健康。

### 公共衛生的角色

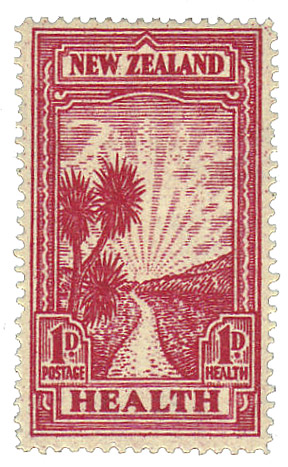
1933年紐西蘭的郵票，有許多的方式可用來提倡公共衛生

公共衛生可以用以下的話來描述：「藉由社會及組織，公營及私營部門、群體及個人進行系統性的努力，來預防疾病、延長人類壽命及促進健康的科學及藝術。」。公共衛生以人口健康分析為基礎，關注威脅社群健康的事件或疾病。要探討的人口可以少到極少數人，也可以多到包括各大洲的所有人口（例如瘟疫）。公共衛生有許多的子領域，但一般會和流行病學、生物統計學及医疗卫生相關。環境健康、群體健康、心理健康及職業衛生也是公共衛生相關的領域。

### 自我照護的策略

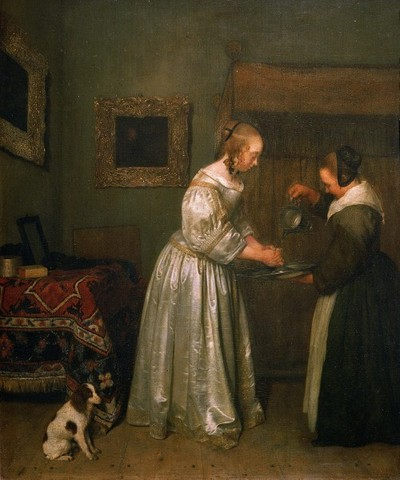
1655年，一名女士在洗手

個人健康有賴於自己觀察到有關身體狀況的一些資訊，也和個人為了身體健康而做的調整有關。這些包括預防疾病或減少疾病影響的個人行動，也包括像用肥皂洗手及洗澡、刷牙及使用牙線潔牙、食物儲存、準備及處理時的食品安全等。這些日常生活觀察得到的資訊－例如睡眠模式、是否運動、營養攝取及環境特徵等－有助於個人的決策及行動（例如：「我昨晚睡得不好，今晚決定換一個枕頭看看。」）到門診的診斷及治療計劃（例如「一個病人注意到若他的鞋比較緊時，左邊心臟會不適，可能需要利尿藥物以減少體內的水分。」。

### 相关评论
1999年1月13日，时任马来西亚首相马哈迪·莫哈末接受《中天频道》的“相对论”专访时自揭个人的养生之道表示，他偶尔会吃人参，但他认为若要维持身体的健康，则应过很正常的生活。他说，所谓的正常生活，便是不要太劳动、不要吃太多、不喝酒、不抽烟，这才有用，不只是靠人参而已。
2019年12月15日，已高龄94岁的马哈迪在《新海峡时报》专栏撰写题为《这就是我的保健秘诀》的文章时指出，饮食习惯是保健的第一要诀，人们应该为生存而吃，而非为吃而生活：“除非是年轻人长身体，否则人体不需要太多食物。对他们而言，食物是身体成长所需，但是食量也不能超出所需。肥胖通常是伴随过量饮食而至，且肥胖对健康和寿命有影响。”

## 其他
健康的範圍非常廣泛屬於最核心的事是有關医学领域方面的如：营养学、疾病预防、公共衛生和公共健康等事务。人们可以调查这些方面来帮助评测健康的程度。
在一些国家，健康包括在满足更基本的食品、住所和基本的医疗保障后，对身体状态的管理。很多这类的实践是为了追求幸福，实际上，是致力于控制富裕的副作用，例如肥胖和缺乏锻炼。
健康观念从19世纪后期在西方国家开始逐渐流行，那时正是中产阶级在工业化的世界开始出现；也从那时开始，一个新兴的繁荣的大众有了时间和资源来追求幸福和其他形式的自我提升。许多早期的消费产品，从玉米片到漱口水，都是从公众对健康日益增长的兴趣中派生出来的。
健康可以用科学的测试或者实践来维持，例如检查胆固醇、血压、葡萄糖 等。它也包含一些有争议的实践，例如避免某些食物，攝入某些维生素或者替代药品。
健康的主观性可以用这样的一个假设的例子来说明：許多人在飲食上避免添加剂，並选择有機蔬果與食物，但並不排斥疲勞駕駛幾百公里。但统计数据表明，長途駕車的死亡率或者事故发生率，比食品添加劑對人體的危险大得多。但是人们认为避免食品添加劑就觉得“健康”。但為了避免交通不便，駕車而非搭乘大眾運輸時，卻完全不考慮到是否保健。
对健康的追求过程能够以一种安慰剂的效果来提升健康，尽管用到的技术还没有被科学所证实。一些自我感觉良好的人可能减缓心理上的压力，提升自我对健康的感知，达到一种提升了的心理状态。这种状态有一些已经被证实了的，对身体不同系统有益的效果，例如：血压、肠胃系统功能以及免疫反應。

## 心理健康
世界衛生組織定義心理健康為「一個人可以實現其能力、可以應付日常生活中的壓力、工作有所成效、可以為其所有所貢獻的健康幸福狀態。」，不只於沒有心理疾病而已。
心理疾病定義為「在認知、情感或是行為上的特點影響其社交及情緒上的不健康幸福，也影響其生活及生產力。」心理疾病可能造成個人心智功能暫時或永久的嚴重損害，其他詞語包括「心理健康問題」、「功能失調」或「功能障碍」。
16歲以上的法國人約有五分之一有可以診斷出來的心理疾病。這是法國及加拿大殘疾的主要原因，主要的有思覺失調症、注意力缺陷過動症、重性憂鬱障礙, 躁鬱症、焦慮症、創傷後心理壓力緊張症候群及自閉症光譜。
許多青少年因為遇到的社會壓力或社交問題而產生心理疾病，常見的有、进食障碍及物質濫用。有一些方式可以避免青少年出現上述情形，若青少年已經有類似的問題，良好的溝通也會有所幫助。

## 職業健康
有些職業有安全上的風險，有些職業則有造成疾病或長期健康問題的風險。最常見的職業病是各種的肺塵病，包括矽肺症及煤礦工人塵肺症等。職業性哮喘是另一種工人常得的呼吸系統疾病。工人也常得到皮膚病：例如蕁麻疹、皮膚炎、濕疹、曬傷及皮膚癌。其他常見的職業病有腕隧道症候群及鉛中毒。
隨著已開發國家服務業的興起，越來越多的工作需要久坐，因此其造成的健康問題和製造業及第一產業的不同。當代的健康問題，像是許多國家肥胖比例的上昇，以及心理壓力及超時工作等問題，使得工作和健康之間的關係更加複雜。
許多國家將職業健康視為是社會的挑戰，並且形成公共組織以確保工作者的健康和安全。像是英國的英國衛生安全局，在美國有美国国家职业安全卫生研究所進行有關职业安全和卫生的研究，而美國職業安全與健康局則管理和工作者安全及健康有關的法令及政策。

## 延伸阅读
[在维基数据编辑]

## 外部連結
- World Health Organization（页面存档备份，存于）
- UK National Health Service（页面存档备份，存于）
- OECD Health Statistics （页面存档备份，存于）
- Health and Medical Information from the University of Colorado